# Военный музей (Белград)
Военный музей (серб. Војни музеј) — военно-исторический музей в центре Белграда, на Калемегдане.

## История
Военный музей основан 10 (22) августа 1878 года Указом князя Милана Обреновича IV. С момента основания расположен в Горнем-граде Белградской крепости.
Здание, в котором ныне находится музей, построено в 1924 году.

## Экспозиции
Деятельностью музея является сбор, защита, обработка, проведение выставок не только предметов военного и национального значения истории сербского народа, но и других предметов материальной культуры территории современной Сербии от древних времён до нынешних дней.
В фондах музея около 30 тысяч предметов, объединённых в несколько коллекций: археологическая, коллекции оружия, наград, знамён, одежды и униформы, картин и фотографий.

## Награды
- Сретенский орден II степени (2018)[1]